# Arhopala hammon
Arhopala hammon är en fjärilsart som beskrevs av Hans Fruhstorfer 1914. Arhopala hammon ingår i släktet Arhopala och familjen juvelvingar. Inga underarter finns listade i Catalogue of Life.